# Task group
En task group er en sammensat gruppe der ved hjælp af styring leder frem mod et fælles mål.
Begrebet task group anvendes oftest i militære sammenhænge om en lille gruppe (5-25 mennesker), der enten har styringen med en task force eller har styringen og arbejdet med et meget specielt felt.
| Militær | Spire Denne artikel om militær er en spire som bør udbygges. Du er velkommen til at hjælpe Wikipedia ved at udvide den. |